# Бауман, Мис
Мария-Антуанетта (Мис) Бауман (нидерл. Maria Antoinette (Mies) Bouwman; 31 декабря 1929, Амстердам, Нидерланды — 26 февраля 2018) — нидерландская телеведущая, детская писательница.

## Биография
Родилась в Амстердаме. Начала свою карьеру в вечерней ежедневной передаче Католической ассоциации телерадиовещания в Нидерландах 16 октября 1951 года.
Бауман приобрела известность после того, как стала ведущей первой передачи на нидерландском телевидении, занимавшейся сбором средств, под названием «Откройте деревню». На проекте она работала совместно с доктором Ари Клапвейком. В этом шоу телезрителей просили жертвовать деньги на благотворительность, чтобы открыть специальный поселок в районе Арнем для людей с физическими недостатками. Шоу транслировалось в прямом эфире с 26 по 27 ноября 1962 года и продолжалось 23 часа. Бауман вела передачу без перерыва, во время эфира было собрано 16 400 000 гульденов (в итоге сумма пожертвований составила 50 000 000 гульденов).
Она также вела передачу «Один из восьми», известную в Великобритании как «Игра поколения». Вела многочисленные ток-шоу, а также нидерландскую версию передачи «Это ваша жизнь». Работе на телевидении помешала болезнь сердца. Из-за ухудшившегося состояния здоровья в 1993 году завершила карьеру. С тех пор она появилась на телевидении только в качестве гостя, давая интервью. 28 мая 2009 года перенесла операцию на сердце, которая прошла успешно. 
Королева Беатрикс возвела её в звание дамы ордена Оранских-Нассау. Программы Мис Боуман были трижды удостоены высшей телевизионной награды в Нидерландах — «Золотого телевизора»: в 1966, 1972 и 1987 годах. 14 декабря 2009 года получила специальный «Золотой телевизор» за вклад в развитие телевидения в Нидерландах. Мис Бауман в 2004 году заняла 55-е место в национальном списке «Самый великий нидерландец».
В 1955 году Мис Боуман вышла замуж за режиссёра Лена Тимпа. Овдовела в 2013 году. За время супружеской жизни родила четверых детей, среди которых музыкант и певец Йост Тимп. Бабушка тринадцати внуков. Проживала в Утрехте.